# Еффельтріх
Еффельтріх (нім. Effeltrich) — громада в Німеччині, розташована в землі Баварія. Підпорядковується адміністративному округу Верхня Франконія. Входить до складу району Форхгайм. Центр об'єднання громад Еффельтріх.
Площа — 11,92 км2. Населення становить 2591 ос. (станом на 31 грудня 2020).

## Галерея

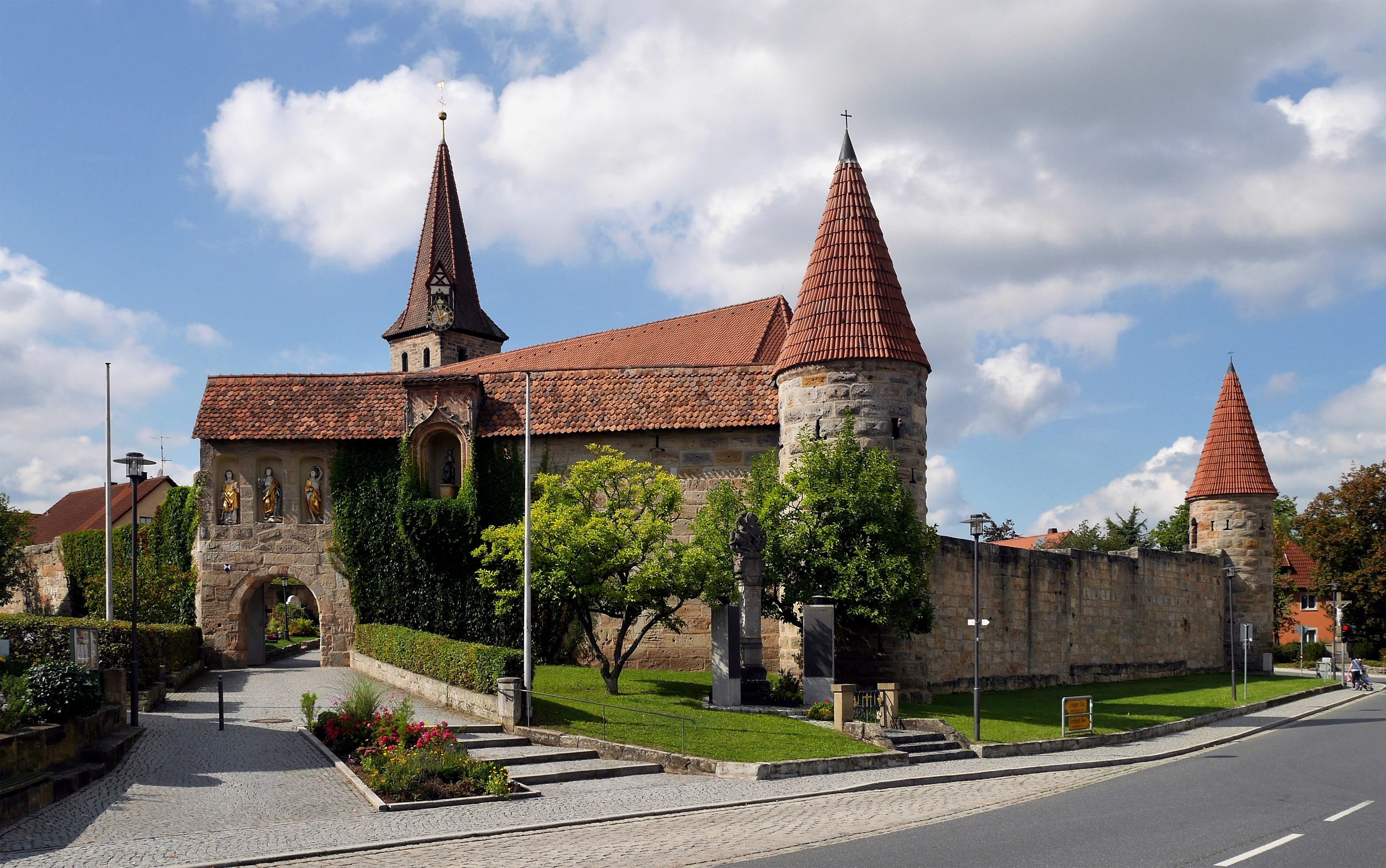
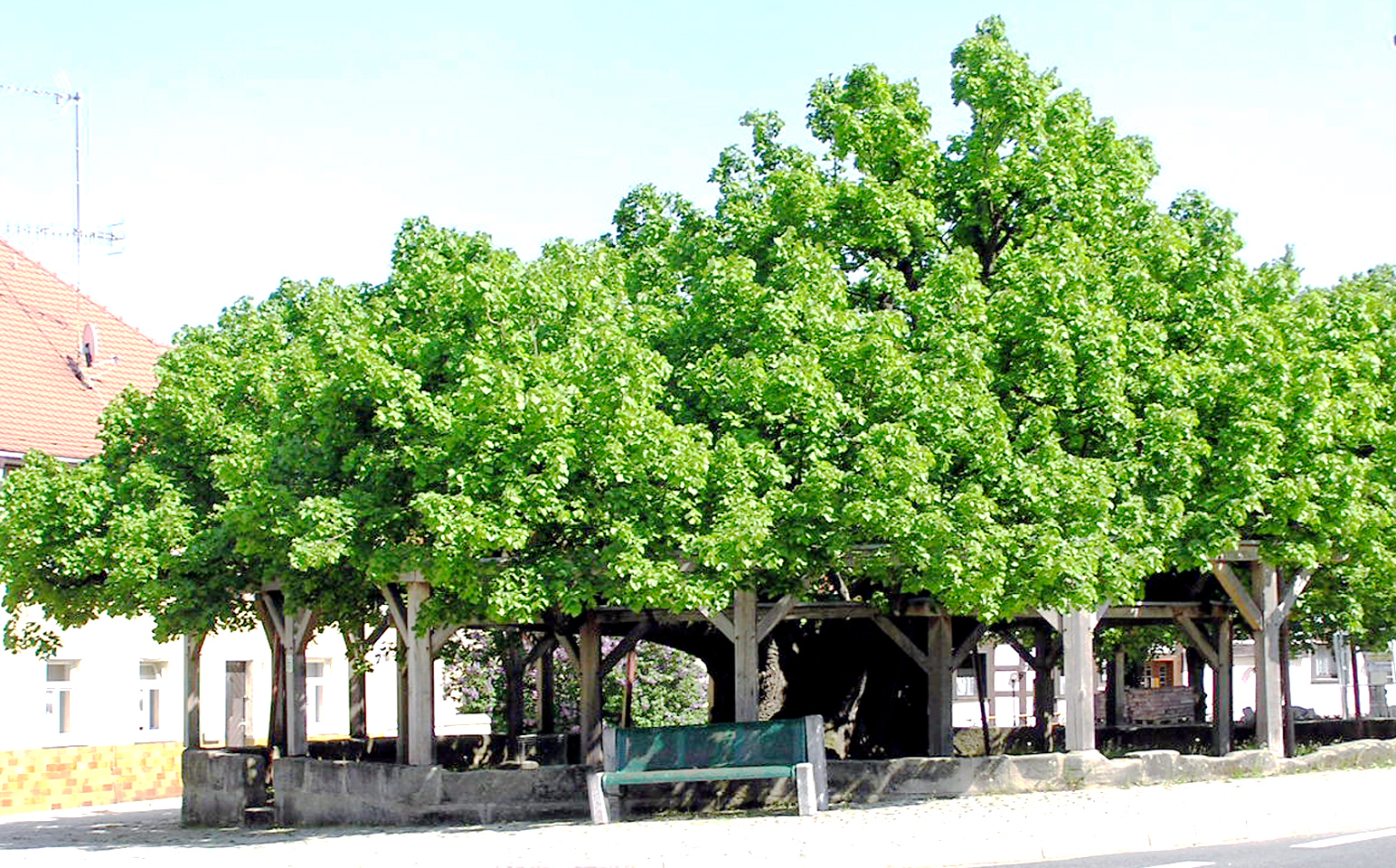